# Cushing (Maine)
Cushing es un pueblo ubicado en el condado de Knox en el estado estadounidense de Maine. En el Censo de 2010 tenía una población de 1.534 habitantes y una densidad poblacional de 22,74 personas por km².

## Geografía
Cushing se encuentra ubicado en las coordenadas 44°0′50″N 69°15′31″O / 44.01389, -69.25861. Según la Oficina del Censo de los Estados Unidos, Cushing tiene una superficie total de 67.46 km², de la cual 49.82 km² corresponden a tierra firme y (26.15%) 17.64 km² es agua.

## Demografía
Según el censo de 2010, había 1.534 personas residiendo en Cushing. La densidad de población era de 22,74 hab./km². De los 1.534 habitantes, Cushing estaba compuesto por el 98.76% blancos, el 0% eran afroamericanos, el 0.2% eran amerindios, el 0.07% eran asiáticos, el 0% eran isleños del Pacífico, el 0.2% eran de otras razas y el 0.78% pertenecían a dos o más razas. Del total de la población el 0.59% eran hispanos o latinos de cualquier raza.